# Ürömlevelű parlagfű

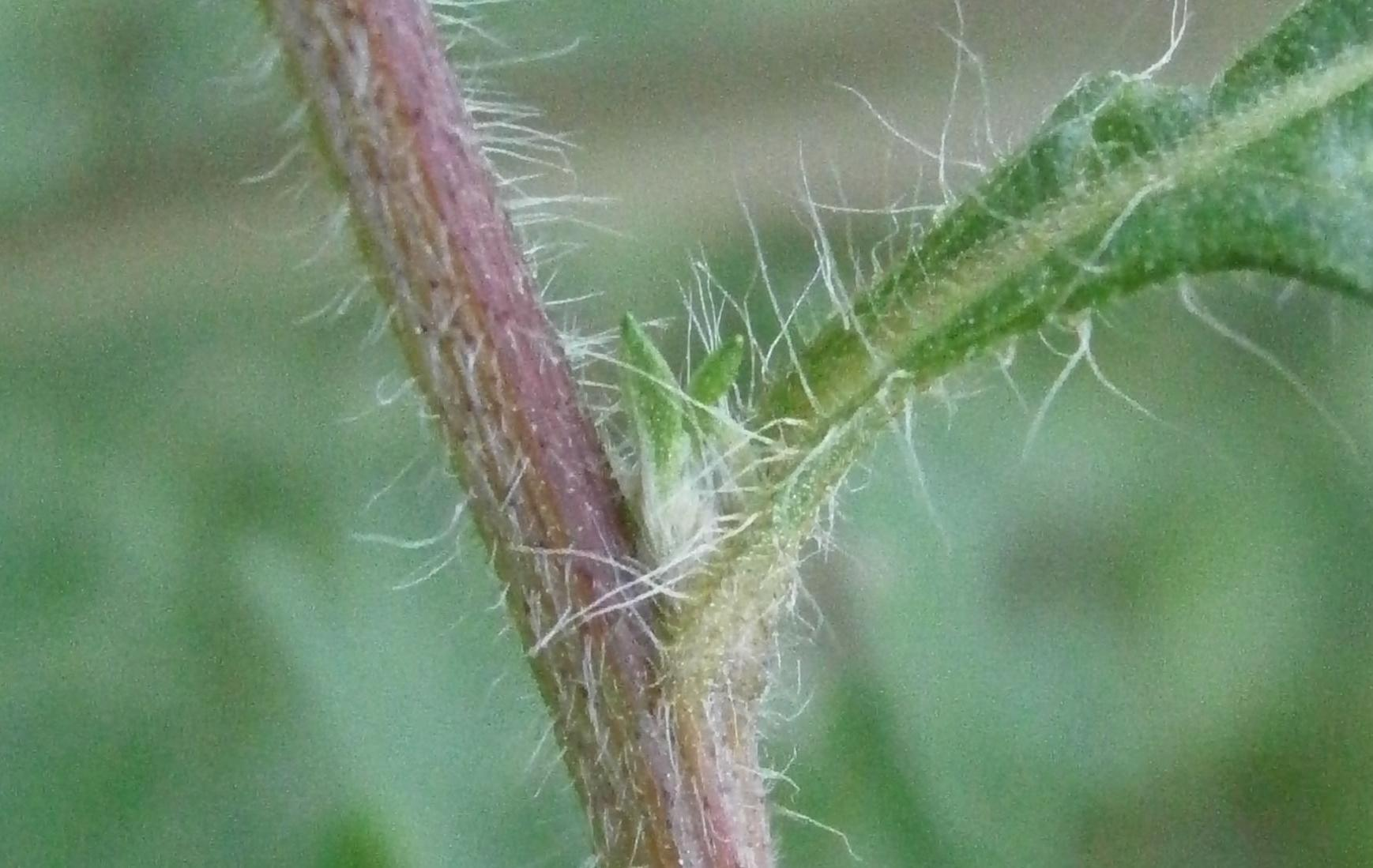
Termős virága

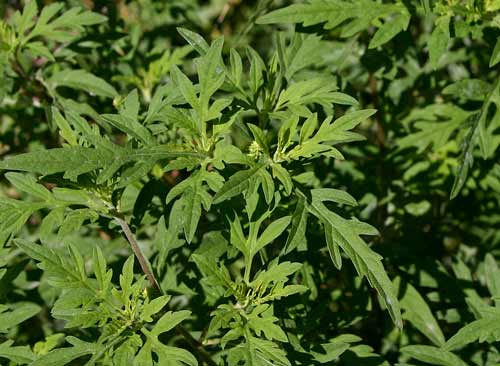
Kifejlett parlagfű hajtáscsúcsa

Az ürömlevelű parlagfű, vagy egyszerűen parlagfű (Ambrosia artemisiifolia), tévesen vadkender a fészkesek (Asteraceae) családjába, annak Ambrosia nemzetségébe tartozó gyomnövényfaj. Egyik legismertebb gyomnövényünk, mezőgazdasági és humánegészségügyi kártétele rendkívül jelentős. 

## Származása, elterjedése
Észak-Amerika déli területeiről származik. Bár az Észak-amerikai kontinensen őshonos, annak északi területein, pl. Kanadában hozzánk hasonlóan invazív gyomnövényként tartják számon, hiszen csak az utóbbi évtizedekben terjedt el erőteljesen. Európában először Franciaországban jelent meg. Bár botanikus kertekben már az 1700-as években is megtalálható volt és nem zárható ki, hogy némely esetben innen kiszabadulva kezdett terjedni, ám a vizsgálatok szerint fő betelepülése az 1860-as években kezdődött. Valószínűleg vöröshere-, esetleg búza vetőmag-, illetve burgonyaszállítmányokkal hurcolták be. A korai terjedés elsősorban kikötők, illetve vasútvonalak környékén volt megfigyelhető. További nagy fokú behurcolása az első világháború során történt; lószállítmányok takarmányában kerülhetett be sok parlagfűmag.
A parlagfű Magyarország szántóföldjein és egyéb bolygatott területein évről évre tömegesen jelenik meg, ami a növénytermesztésben jelentős többletköltséget, termésveszteséget okoz. Az erre érzékenyeknél erőteljes allergiás tüneteket idéz elő.

## Megjelenése, felépítése
Kétszikű, 20–140 cm magas, terebélyes, ágas egyéves növény. Központi egyenes, tompa négy élű szárán sűrű oldalhajtások nőnek. A talajhoz közeli néhány cm-es részen 2-3 elágazása is lehet. Magassága átlagosan 120–140 cm körül alakul, de optimális körülmények között 200 cm-nél is nagyobbra nőhet. Levelei rendkívül változatosak, általában 1- vagy 2-szeresen szárnyasan szeldeltek, kétoldalt sűrűn szőrösek. A szőrök a levél fonákján hosszabbak. A levél színe sötétzöld, fonákja szürkészöld. A sárga, 4–5 mm-es porzós fészkek a legfelső hajtások végén, rövid kocsányon ülnek és 10–15 virágot tartalmaznak. Virágpora az arra érzékenyeknél súlyos allergiát okoz. A termős virágai a porzósok alatti legközelebbi levél hónaljában nőnek. Termése 2–4 mm hosszú, szürke, szív alakú kaszat. Egy fogazott burok takarja a termő részt, és az érés után a terméssel együtt lehullik. A virágok aránya a növényzet sűrűsége szerint változik. Ritka állományban inkább a termős, sűrű állományban a porzós virágok dominálnak.

## Életmódja, élőhelye

### Termőhelyi igényei
Talajra viszonylag igénytelen, de leginkább az enyhén savanyú, homokos vályogtalajt kedveli. Leggyakrabban utak és vasúti sínek mentén, parlagon hagyott területeken, nem megfelelően gyomirtott, bolygatott földeken fordul elő (innen a neve is). A meleg éghajlatot, a fényt, és a nyári csapadékot kedveli, de szárazságtűrése kiváló. A sűrű növényzetet, fákat nem kedveli. A tengerszinttől mért 400 méteres magasságig fordul elő. Nagy növekedési, szaporodási erélye révén számra ideális körülmények között könnyen felülkerekedik más növényeken.

## Fejlődése, szaporodása
Magról kelő, egynyári növény. Ősszel a magok beérése után, illetve az első fagyok alkalmával elpusztul. Jellemző rá a dormancia, a friss termés nem kel ki a tél beköszönte előtt. A nyugalmi periódusa január végéig tart, amikortól már csírázásra kész a termés, és csak a felmelegedésre vár. A talaj felső 3 cm-es rétegében nyugvó magok indulnak csírázásnak. A mélyebben fekvő magok 3-4 évtizedig is nyugalomban maradnak, így biztosított a talajok hosszú távú fertőzöttsége. Ha a talajt megbolygatják, a felszín alá került magok csírázásnak indulnak. Magyarországon március végén kezd kelni, és áprilisban tömegesen csírázik. A talaj 10-20 °C-os hőmérséklete és a napfény kedvez a csírázásának. 
Nyáron intenzív növekedésnek indul. Porzós virágai július elején-közepén megjelennek, a termős virágok egy-másfél héttel később. A virágokat a szél porozza be, a virágpor akár 100 km távolságra is eljuthat. A virágpor leginkább július végén, augusztusban szóródik, majd kisebb mennyiségben egészen a fagyokig. A termés október közepe táján kezd érni. Egy közepes tő több ezer vagy akár több tízezer magot érlel, de 60 ezer magot is termelhet. A mag rendkívül ellenálló, akár harminc évig is csíraképes marad.

## Terjedése
1878-ban tűnt fel először Svájcban. Az első világháború környékén kezdett elterjedni Európában. Magyarországon először az 1920-as években Somogy vármegye déli részén tűnt fel. Innen származik korábbi neve, a rácfű. Később az áruszállítási útvonalak mentén szétterjedt a déli megyékben, majd az ország északi része felé terjedt — kezdetben lassan, mivel alkalmazkodnia kellett az éghajlathoz. Amikor hozzászokott, robbanásszerű terjedésnek indult. A hetvenes évekig nem okozott jelentős allergiát. Az azóta eltelt évtizedekben nagyon megnőtt pollenjének koncentrációja a levegőben. Európában jelentős mértékben elszaporodott, és komoly népegészségügyi problémát okoz. Magyarországon a létező 350 gyomnövény közül a legelterjedtebb. Tipikus pionír növény: leginkább a szántóföldeken, jellemzően aratás után jelenik meg. Utak, lakótelepek, nagyberuházások építésekor a talajrendezéssel felszínre kerülő nyers talajon évekig egyeduralkodó; ha a talajt nem bolygatják, az évelő növények apránként kiszorítják.
Terjedését segítő tulajdonságok:
- Gyomnövény alkalmazkodóképességének megváltozása
- Gyomirtó szerekkel szembeni ellenálló képesség kialakulása
- Hidegtűrő képesség növekedése
- Jó versenyképesség
- Jó szárazságtűrés
- Talajjal szembeni igénytelenség
- Természetes ellenség hiánya

Emberi tényezők:
- Gondozatlan, elvadult területek gyarapodása
- Gyomirtás elmaradása
- Gyomirtási szakismeret hiánya
- Nem minősített, gyomokkal fertőzött vetőmag, kiemelten a napraforgó vetőmag okoz súlyos fertőzéseket (szigorú vetőmag-ellenőrzésre volna szükség)
- Mezőgazdasági szerszámokkal, szállító eszközökkel a magok széthordása
- Tarlókezelés elmaradása

## A parlagfű-allergia kezelése
- Allergének elkerülése: Az allergia kezelése a leghatékonyabban, a tüneteket kiváltó allergén elkerülésével, azaz pollenmentes vidék keresésével oldható meg. A parlagfű hosszú virágzási időszaka alatt egy tengerparti tartózkodás jelenthet megoldást. Mivel a tenger felől fújó szél nem tartalmaz pollent, ott elkerülhető az azzal való találkozás, így az irritáció is.
- Allergia kezelése immunterápiával: Az allergia kezelése többnyire inkább preventív, de szóba jöhet még a szervezet allergiás reakciókészségének javítását, átprogramozását célzó specifikus allergia kezelése ún. immunterápiás eljárásokkal. Az allergia kezelése ez esetben injekciók sorozatából áll, egy hónapon át az allergén kivonatát kell beadni, növekvő dózisokban. A kezelés lényege, hogy a test ellenálló képességét annyira megnöveljék, hogy csak a legenyhébb pollen allergia reakció jöjjön létre az allergénnel való találkozáskor.
- Allergia-gyógyszerek: Az allergia kezelése kapcsán a betegek több mint 90%-a gyógyszeres és/vagy alternatív gyógymódokat vesz igénybe. Az allergia kezelése gyógyszerekkel: antihisztaminok, szteroidok és az egyes szervekre szabott további gyógykezelések (pl. nyálkahártya-lohasztók, hörgőtágítók stb.). Az allergia kezelése gyógyszeres formában azonban csak tüneti kezelést tesz lehetővé. Az alkalmazott gyógyszerekkel a teljes tünetmentesség a legtöbb esetben nem érhető el.

## Küzdelem a parlagfű ellen
A parlagfű irtása jogszabály szerint kötelező.
A terjedés hatékony megakadályozásához fontos a parlagfű felismerése. A parlagfüvet gyakorta összetévesztik a fekete vagy fehér ürömmel. Jelenleg az ellene folyó küzdelem ellenére, szinte akadálytalanul terjed. A talajban évtizedekig csíraképes mag nagy számban képes várakozni a csírázásra, ami nagyon megnehezíti a hatásos védekezést. Ez az oka annak, hogy ahol az irtás befejeződik, a parlagfű hamarosan ismét elfoglalja a megtisztított területet. A parlagfű okozta problémák ellen szervezett fellépés szükséges. Magyarországon elsősorban parlagfűirtó kampányokkal és széles körű társadalmi felvilágosítással próbálnak ellene küzdeni. Ez az egyetlen olyan allergiát okozó növény Magyarországon, amely irtásának elmulasztását komoly pénzbüntetéssel szankcionálja az állam. Helikopteres ellenőrzéssel, júliustól büntetéssel, augusztusban kényszerkaszálással lehet megelőzni a magok beérését, de a pollenszórást már nem.

### Megelőzés
A parlagfű a jól beállt gyepekbe nem hatol be. Fontos lenne a régi legelők, kaszálók fenntartása, beszántásuk kerülése. Erdőkbe sem hatol be, ezért hosszú távon jó megelőzés a parlagterületek erdősítése.
Ha a parlagfüves területet magára hagyják, az őshonos növények ismét elfoglalják a helyüket, és kb. 3-4 év alatt kiszorítják - „kipusztítják”, ezért is fontos lehet a legelők, kaszálók megtartása és fejlesztése azokon a területeken, ahol már nem érdemes haszonnövényeket termeszteni. Természetes, természetközeli élőhelyeken kerülni kell minden jellegű talajbolygatást, terepjárók, traktorok behajtását, mert már ilyen körülmények között is megjelenhet a parlagfű. Az ilyen élőhelyeken folyamatos monitorozásra is szükség van, és ha a parlagfű esetlegesen megjelenik, fontos annak gyors irtása, hogy a talaj gyommagkészlete ne tudjon feltöltődni.

### Irtási módszerek
A parlagfű irtását folyamatosan kell végezni. A növényt virágzása előtt kell elpusztítani, hogy ne szórhasson virágport, és ne érlelhessen termést.
- Gyomlálás: A parlagfű irtását ne bízzuk gyerekekre, mert az erős pollenkoncentráció a levegőben kiválthatja a lappangó allergiát. Kerülni kell a növény közvetlen érintését, mert az is allergiás reakciót válthat ki. A kézi irtást kesztyűben kell végezni.
- Kaszálás: A környezetet és a költségeket is leginkább kímélő eljárás. A fiatal növényeket tömeges megjelenésük után, minél előbb tanácsos kaszálni. A talajszinten a gyökérnyaki résznél kell a növény szárát elvágni. Ez a legbiztosabb módszer, mivel a növények nem tudnak újrahajtani. Ha ezzel elkéstünk, az egyszeri kaszálás már nem eredményezi a parlagfű kiirtását, mert a növény alacsonyan elhelyezkedő oldalrügyeiből 3-4 oldalhajtást nevel, és pár hét múlva újra virágba borul. Általában három kaszálás biztosít megfelelő eredményt. Ha ez nem valósítható meg, az egyszeri kaszálás a virágzást közvetlenül megelőző időszakban a leghatékonyabb.
- Vegyszeres gyomirtás: A parlagfű terjedése gyomirtó szerek használata nélkül nem állítható meg. Vegyszeres kezeléseket azonban csak olyan helyen szabad alkalmazni, ahol ez embereket és főként gyermekeket semmilyen módon nem veszélyeztet. Az irtás a korai növekedési fázisban a hatleveles állapotig hatásos.
- Életlehetőségeinek csökkentése: Mivel a parlagfű zárt növénytakaró mellett nem fejlődik, kiszorítható jól fejlődő növényzet telepítésével, fűmagvetéssel, gyep telepítésével. A dús vegetáció mellett a parlagfű ki fog szorulni.

## Az alternatív gyógyászatban
Egy elképzelés szerint a parlagfű valójában gyógyhatású növény, mely számos betegségre (általában rákra) gyógyír, de a gyógyszeripari lobbi ezt el akarja titkolni az emberiség elől, ezért tették kötelezővé a növény irtását. Eszerint parlagfűallergia nem is létezik, a tüneteket valójában a légszennyezettség okozza. A tudomány e nézeteket cáfolja, sőt, egy magyar kutatás szerint a növény fogyasztása kockázatos.
A parlagfű gyógyhatásában hívők a növény föld feletti részét alkalmazzák teaként, szárítva vagy lekvárként. Ugyanakkor az Európai Unióban parlagfűtartalmú élelmiszerek nem hozhatók forgalomba emberi fogyasztásra szánt termékként. Parlagfűre és a belőle készített termékekre Európában eddig nem adtak ki engedélyt. Óvatosságra int, hogy a parlagfű egy állatkísérletben máj- és vesekárosító hatásúnak bizonyult.
Fogyasztása ellenjavallt, szerepel az OGYÉI tiltólistáján is.